# Lijst van schilderijen in het Rijksmuseum Amsterdam/Anonieme Duitse schilders
Lijst van schilderijen in het Rijksmuseum Amsterdam met werken van anonieme schilders afkomstig uit Duitsland.
| Inventarisnummer | Toeschrijving             | Titel                                                                     | Datering      | Afbeelding |
| ---------------- | ------------------------- | ------------------------------------------------------------------------- | ------------- | ---------- |
| SK-C-904         | Anoniem (Duitsland)       | De verkondiging aan Maria                                                 | Ca. 1550      |            |
| SK-A-2592        | Anoniem (Duitsland)       | De verkondiging aan Maria                                                 | Ca. 1550      |            |
| SK-A-4097        | Anoniem (Duitsland)       | Satire op het celibaat                                                    | Ca. 1600-1650 |            |
| SK-A-968         | Anoniem (Duitsland)       | Portretten van een botanicus en zijn vrouw                                | 1603          |            |
| SK-A-969         | Anoniem (Duitsland)       | Portretten van een botanicus en zijn vrouw                                | 1603          |            |
| SK-A-1223        | Anoniem (Duitsland)       | Portret van Paul I, keizer van Rusland, op jeugdige leeftijd              | Ca. 1765      |            |
| SK-A-2799        | Anoniem (Nederrijn)       | Het gezin van Zebedeus                                                    | 1480-1600     |            |
| SK-C-835         | Anoniem (Noord-Duitsland) | Kruisiging met de heiligen Cosmas en Damianus                             | 1425-1450     |            |
| SK-A-2553        | Anoniem (Noord-Duitsland) | Kruisiging met de heiligen Cosmas en Damianus                             | 1425-1450     |            |
| SK-C-905         | Anoniem (Noord-Duitsland) | Drie apostelen                                                            | Ca. 1500      |            |
| SK-A-2593        | Anoniem (Noord-Duitsland) | Drie apostelen                                                            | Ca. 1500      |            |
| SK-A-2649        | Anoniem (Westfalen)       | Drieluik met taferelen uit het leven van Maria                            | Ca. 1450      |            |
| SK-C-899         | Anoniem (Westfalen)       | Het laatste oordeel                                                       | Ca. 1500      |            |
| SK-A-2588        | Anoniem (Westfalen)       | Het laatste oordeel                                                       | Ca. 1500      |            |
| SK-C-907         | Anoniem (Zuid-Duitsland)  | Kruisiging met Maria, Johannes, Maria Magdalena en een schenker           | 1500-1530     |            |
| SK-A-2595        | Anoniem (Zuid-Duitsland)  | Kruisiging met Maria, Johannes, Maria Magdalena en een schenker           | 1500-1530     |            |
| SK-A-497         | Anoniem (Zuid-Duitsland)  | Maria en Christus als zaligmaker                                          | Ca. 1500      |            |
| SK-A-496         | Anoniem (Zuid-Duitsland)  | Maria en Christus als zaligmaker                                          | Ca. 1500      |            |
| SK-A-5082        | Anoniem (Keulen)          | De aanbidding van de koningen                                             | Ca. 1400-1410 |            |
| SK-A-3891        | Anoniem (Keulen)          | Portret van een vrouw, waarschijnlijk Anna Jagellonia, koningin van Polen | 1570-1580     |            |